# روبرت ك. ستيل
روبرت ك. ستيل (بالإنجليزية: Robert K. Steel)‏ هو شخصية أعمال أمريكي، ولد في 3 أغسطس 1951 في درم في الولايات المتحدة.